# 뒤뿌리 신경절
뒤뿌리 신경절 (dorsal root ganglion 또는 spinal ganglion) 또는 후근 신경절 또는 배근 신경절(背根 神經節)은 척수신경들의 신경절이다. 말단에서 들어오는 감각정보의 중계점으로서 기능하는 신경세포의 집단이다. 감각 신경 세포의 신경세포체가 위치한다.

## 구조
척수에서 배뿌리를 통해 나오는 운동신경로와 뒤뿌리를 통해 감각정보를 전달하는 지각신경로의 가장 큰 차이점은 뒤뿌리에만 신경절이 존재한다는 점이다. 신경절이란 중추신경 밖에 존재하며 특정 기능을 담당한 신경세포체(soma)의 집합으로 정의된다. 중추신경계에 있는 경우 신경핵이라고 불리며, 말초신경에 있는 경우 신경절이라 한다.
배근 신경절의 뉴런은 감각신경절로 이루어져 있다. 말초신경계의 축삭은 감각을 중추신경계로 전달한다. 신경의 종류는 위단형신경인데, 하나의 신경에 두개의 가지를 가지고 있지만, 하나의 가지처럼 행동한다.
후근신경절 내부에는 신경세포체 말고도 그보다 작은 세포도 많이 존재한다. 이는 신경세포와 마찬가지로 신경능선에서 유래되었으며 위성세포라고 불린다.이 세포는 중추의 신경아교세포나 말초 축삭 주위에 있는 슈반세포와 마찬가지로 미엘린 수초를 형성하거나 신경세포에 양분을 공급하는 기능을 갖고 있다.

### 발달
후근신경절에 있는 신경세포는 발생 중 신경관 등쪽에 형성되는 부분에서 나온 세포가 양쪽으로 유주한 뒤 신경세포로 분화하는 것으로 밝혀졌다. 신경절에 정착한 세포에서는 두 개의 평행한 신경돌기(neurite)가 나오는데, 그 돌기는 곧 두 방향으로 각각 늘어나게 된다. 한쪽 돌기는 척수를 향해 후근을 형성하면서 척수 내로 진입하여 척수 수질로 여러 중계핵에 접속하는 경우가 많은데, 중계 없이 후삭을 상행하는 신경섬유도 있다. 다른 쪽 돌기는 반대편으로 늘어나 피부 등 여러 감각기와 결합한다. 이렇게 해서 후근신경절 세포는 말초 지각이 척수로 운반되는 정보의 중계점 역할을 하게 된다.

## 반사궁
후근신경이 척수 내에서 연합신경을 통해 운동신경에 결합함으로써 반사궁회로가 형성된다. 후근신경은 여러 종류의 피부지각(열통각, 촉각, 식별각, 심부지각) 외에 힘줄(골지힘줄기관)이나 근방추로부터의 고유수용성감각 등에 관한 다양한 신경을 포함하는 집단이다.

## 같이 보기
- 홑극신경세포 (unipolar neuron)